# 尼古拉·阿佩爾
尼古拉·阿佩爾（法語：Nicolas Appert，1749年11月17日—1841年6月1日）出生於法國香槟沙隆，為氣密式食物保存法發明人。是一位糖果糕點師傅。
西元1800年，法國執政拿破崙·波拿巴提出了價值12,000法郎的賞金，徵求行軍軍隊可用的實用食物保存方法（他常被指稱說「一支軍隊是靠它的胃前進的」。）經過了10年的實驗，阿佩爾於1810年提出了他的發明並贏得賞金。隔年，阿佩爾出版了《保存動物與蔬菜食材的技術》（L'Art de conserver les substances animales et végétales）。這是提及現代食物保存法的書中最早的一本,
阿佩爾之家成為了世界上第一家商業罐頭工廠，大約比路易·巴斯德證明熱能殺死細菌早了100年。阿佩爾為他的發明申請了專利，並設立了一家公司，以封閉的瓶子保存各類食物。阿佩爾的方法是厚壁廣口玻璃瓶容納各類食物，包含牛肉、鳥肉、蛋、乳類與已烹調的食物(根據某些資料來源)。他為了宣傳所作的最大成就是保存一隻全羊。他在瓶頂留一個氣室，再以虎鉗將軟木塞牢固地塞入瓶口。 整個瓶子再以帆布包裹保護，最後再浸入沸水中烹煮。烹煮時間為阿佩爾認定能夠使內容物熟透的時間長。
為了紀念阿佩爾，罐頭製作有時被稱作「阿佩爾化」，但須注意此與巴斯德消毒法不同。阿佩爾早期以沸水保存食物的方式所用溫度比巴斯德消毒法所用溫度（70 °C）還高，而這可能導致被保存的食物失去部分風味。
阿佩爾的方法極其簡單與可行，使得他的方法快速散播。1810年，英國人彼得·杜蘭為自己的發明申請專利，但用的是錫罐，也創造了「現代罐頭」製作法。1812年英國人布莱恩·唐金與約翰·郝爾收購了此二專利並開始生產保存食品。僅僅十年後，阿佩爾的罐頭製作法已傳至美國。雖然如此，錫罐的量產直到20世紀初才常見，部分原因是因為在開罐器發明前它們相當難打開（開罐器發明前，軍人會用刺刀將罐頭切開，或用石頭將罐頭砸開）。

## 阿佩爾去世後的紀念
1955年法國郵票。
1991年，法國藝術家吉恩-羅勃·伊普斯特貴以青銅製作了一尊阿佩爾的雕像，並矗立於香檳地区沙隆。1986年他的出生地加了一塊紀念牌。
1999年，在美國食品科學技術學會芝加哥部門、馬西與香檳地区沙隆美術館設置理查·布魯耶所製的阿佩爾半身雕像。
香檳地区沙隆美術與考古博物館有一間阿佩爾廳。
法國與加拿大各有一條尼古拉·阿佩爾街。
尼古拉·阿佩爾2010年「法國國家慶祝」:
阿佩爾郵票計畫，2010年，摩納哥公國
2010展示: 「盒裝」 沙隆昂香檳美術與考古博物館

## 尼古拉·阿佩爾獎
自1942年以來，每年食品技術家研究署的芝加哥部門都會頒發尼古拉·阿佩爾獎，認證對食品科技的終身成就。

## 研究協會
荷蘭瓦赫寧恩大學食品科技教育研究部門的名稱是尼古拉·阿佩爾。自1972年以來，此協會致力於改進食品科技的教育課程，並每年為學生及校友舉辦數項活動。目前約有300名學生(碩士班及博士班)為會員。2007年協會舉辦了45週年慶祝。
協會網站(英文) 有荷蘭文版、英文版與部分中文

## 資料來源
- "Nicolas Appert inventeur et humaniste", Jean-Paul Barbier, édition Royer, Paris, 1994
- "Encyclopedia of World Biography Supplement", Vol. 20. Gale Group, 2000.